# Alaca Höyük
Koordinaten: 40° 14′ 3″ N, 34° 41′ 46″ O

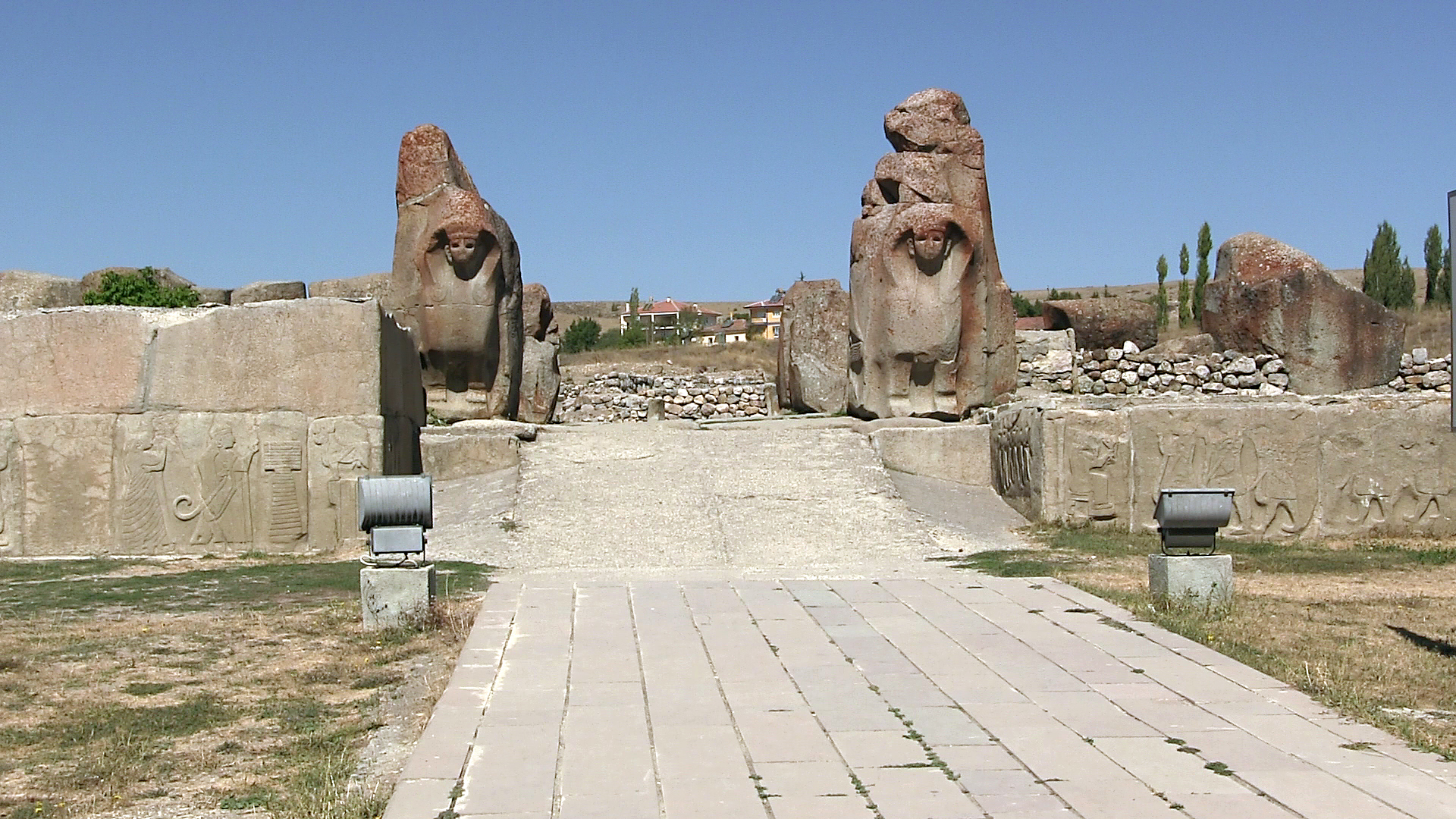
Portalsphingen in Alaca Höyük

Alaca Höyük (auch Alacahöyük oder Alaca Hüyük) ist ein Siedlungshügel beim gleichnamigen Dorf im Landkreis Alaca der türkischen Provinz Çorum in Zentralanatolien, 25 km nordöstlich Boğazkale. Es wird mit dem hethitischen Zippalanda (Popko 1994) oder Arinna, dem Kultort der Sonnengöttin (Erkut 1992) gleichgesetzt.

## Geschichte
Alaca Höyük war bereits ab der zweiten Hälfte des 6. Jt. v. Chr., damit im mittleren Chalkolithikum, besiedelt. In der Mitte des 3. Jahrtausends v. Chr. war es eine Niederlassung der vorindogermanischen Hattier, von denen unter anderem die gefundenen Fürstengräber zeugen. In der Zeit des hethitischen Großreichs 1600–1200 v. Chr. war es eine bedeutende Stadt, die jedoch im Schatten der nicht weit entfernten Hauptstadt Ḫattuša stand. Eine mögliche Identifizierung mit Zippalanda, Kuššara oder Arinna ist jedoch nicht gesichert. In dieser Zeit  wurde die Ansiedlung mit einer Befestigung mit mindestens zwei Toren ausgebaut. Mit dem Untergang des Hethiterreiches endete vorläufig auch die Geschichte der Stadt. Im frühen 1. Jahrtausend v. Chr. wurde der Ort kurzzeitig von Phrygern bewohnt.

## Textfunde
Bis heute wurden zwei hethitische Keilschrifttafeln in Alaca Höyük gefunden, darunter der Brief A1.d164, welcher den Namen der Stadt Arinna und die Sonnengöttin nennt:
„Zuwa says: Arinna which was inherited by us from our grandfathers has a golden sun disk which represents the Sun Goddess.“
Allerdings kann der Brief auch aus einem anderen Ort gesandt worden sein und beweist vorerst nicht die Identität von Alaca Höyük und Arinna.

## Forschungsgeschichte
Alaca Höyük wurde 1836 vom englischen Geologen und Forschungsreisenden William John Hamilton entdeckt. Erste Forschungen nahm Theodor Makridi 1907 vor. In den 1930er Jahren legten die türkischen Archäologen Hâmit Zübeyir Koşay und Remzi Oğuz Arık bei Grabungsarbeiten im Auftrag der Türk Tarih Kurumu die sogenannten Fürstengräber frei, in denen neben anderen Grabbeigaben die Bronzestandarten von Alaca Höyük gefunden wurden. Seit 1997 finden Ausgrabungen durch die Universität Ankara unter Aykut Çınaroğlu statt. Seit 2009 untersucht das Deutsche Bergbau-Museum Bochum im Museum für anatolische Zivilisationen in Ankara die Metallfunde aus den Gräbern von Alaca Höyük im Rahmen des von der Fritz Thyssen Stiftung geförderten Projekts Metallfunde der frühbronzezeitlichen Fürstengräber von Alacahöyük. Die Funde sind außer in Ankara im lokalen Museum und im Archäologischen Museum Çorum ausgestellt.
Im Zuge der Ausgrabungen wurde seit 2002 der 1,5 Kilometer südlich gelegene Staudamm von Gölpınar freigelegt und durch das türkische Amt für Wasserwirtschaft wieder benutzbar gemacht.